# Багамские танагры
Багамские танагры (лат. Spindalis) — род птиц монотипического семейства Spindalidae. Включает 4 вида. 
Традиционно род относили к семейству танагровых (Thraupidae). Однако в 2013 году, на основе генетических исследований, род выделили в монотипическое семейство Spindalidae.
Кроме того, традиционно род состоял из одного политипного вида Spindalis zena с 8 подвидами - S. z. townsendi и S. z. zena с Багамских островов, S. z. pretrei с Кубы, S. z. salvini с острова Большой Кайман, S. z. dominicensis с Гаити и острова Гонав, С. z. portoricensis из Пуэрто-Рико, S. z. nigricephala с Ямайки и S. z. benedicti с острова Косумель. В 1997 году, в основном по морфологическим и вокальным различиям, три подвида (portoricensis, dominicensis и nigricephala) были повышены до видового ранга. S. zena остался политипным видом с пятью подвидами - S. z. pretrei, S. z. salvini, S. z. benedicti, S. z. townsendi и S. z. zena.
Представители рода распространены на Больших Антильских островах и острове Косумель у побережья Юкатана.
Птицы среднего размера, длиной 15—18 см. Голова среднего размера, шея средней длины и толстая. Короткий клюв крепкий и острый. Крылья и хвост средней длины. Ноги короткие и крепкие. Самцы имеют чёрно-белую голову с широкими белыми полосами над глазами и на щеках. Шея, горло, грудь и брюхо - оранжевые, жёлтые или красные.
Багамские танагры обитают в различных местах проживания, включая густые вторичные леса, открытые леса, горные леса и плантации. Питаются фруктами и ягодами. Также могут поедать листья, почки, насекомых и беспозвоночных.